# Давыдов, Иван Васильевич
Иван Васильевич Давыдов (25 июня [7 июля] 1893, Русская Темрязань, Симбирская губерния — 26 апреля 1945, Потсдам) — советский военачальник, генерал-майор (16 октября 1943 года). Герой Советского Союза (31 мая 1945 года).

## Биография
Иван Васильевич Давыдов родился 25 июня (7 июля) 1893 года в селе Русская Темрязань (ныне — Кузоватовского района Ульяновской области) в крестьянской семье.
После окончания церковно-приходской школы работал лесным объездчиком.

### Первая мировая и гражданская войны
В 1915 году был призван в ряды Русской императорской армии. Участвовал в Первой мировой войне. После Февральской революции 1917 года был выбран солдатами командиром роты. В том же году в чине старшего унтер-офицера был демобилизован из рядов Русской армии.
Вернулся в родное село, избирался председателем местного комитета бедноты.
В апреле 1919 года был призван в ряды РККА и назначен на должность командира отделения 4-го Приволжского запасного полка, дислоцированного в Сызрани, а в мае — на должность помощника командира взвода в составе запасного батальона (28-я стрелковая дивизия), дислоцированного в Казани. В июле того же года направлен на учёбу в 1-е Казанские пехотные курсы, после окончания которых с марта 1920 года служил на этих же курсах на должностях командира взвода, помощника командира и командира роты. С октября того же года служил на должностях заместителя командира роты Петроградских и 73-х Новгородских пехотных курсов. В марте 1921 года принимал участие в боевых действиях по подавлению Кронштадтского восстания.

### Межвоенное время
В июне 1922 года Давыдов направлен на 100-е пехотные курсы, дислоцированные в Кронштадте, где служил на должностях командира роты и младшего руководитель тактики. В апреле 1924 года назначен на должность командира роты школы младшего начсостава 20-й стрелковой дивизии (Ленинградский военный округ). В июле того же года направлен в Киевскую пехотную школу, где служил на должностях помощника командира и командира роты курсантов, старшего инструктора школы. В 1925 году экстерном окончил эту же школу.
В апреле 1928 года направлен на учёбу на Стрелково-тактические курсы «Выстрел», после окончания которых в 1929 году направлен в 51-ю стрелковую дивизию (Украинский военный округ), дислоцированную в Одессе, где служил на должностях командира батальона 151-го стрелкового полка, начальника 1-й части и помощника начальника штаба дивизии.
В ноябре 1935 года назначен на должность помощника начальника 2-го отдела штаба Киевского военного округа, в декабре 1936 года — на должность командира 45-го стрелкового полка, дислоцированного в Херсоне, а в декабре 1937 года — на должность преподавателя тактики и начальника тактического цикла Киевского пехотного училища.
В декабре 1939 года переведён во Львовское пехотное училище, где назначен на должность помощника начальника училища по учебно-строевой части, в декабре 1940 года — на должность заместителя начальника, а в марте 1941 года — на должность начальника училища.

### Великая Отечественная война
С началом войны находился на прежней должности. Училище под руководством Давыдова было передислоцировано в город Киров (Уральский военный округ).
С октября 1944 года состоял в распоряжении Военного совета 1-го Белорусского фронта и 23 ноября того же года назначен на должность заместителя командира 125-го стрелкового корпуса 47-й армии этого фронта, который принимал участие в боевых действиях в ходе Варшавско-Познанской, Восточно-Померанской и Берлинской наступательных операций. В период с 7 по 22 декабря 1944 года, до прибытия нового командира корпуса генерал-майора А. М. Андреева исполнял должность командира корпуса, который тогда занимал оборону северо-западнее Варшавы. В ходе Берлинской наступательной операции при прорыве обороны противника на левом берегу Одера Давыдов с 15 апреля 1945 года руководил переправой корпуса через каналы, находившихся на подступах к Берлину, а затем — в боевых действиях при освобождении Потсдама, в ходе которых генерал-майор Иван Васильевич Давыдов 26 апреля 1945 года погиб в бою.
Похоронен в Бернау (Германия). На могиле установлен обелиск.
Указом Президиума Верховного Совета СССР от 31 мая 1945 года за мужество и героизм, проявленные в борьбе с немецко-фашистскими захватчиками, генерал-майору Ивану Васильевичу Давыдову посмертно присвоено звание Героя Советского Союза.

## Награды
- Герой Советского Союза (31.05.1945 — посмертно);
- Два ордена Ленина (21.02.1945[7], 31.05.1945 — посмертно);
- Орден Красного Знамени (3.11.1944[7]);
- Орден Суворова 2 степени (6.04.1945[8]);
- Орден Красной Звезды (22.02.1944[7]);
- Медаль «XX лет Рабоче-Крестьянской Красной Армии» (22.02.1938).

## Память
- Похоронен в Бернау. На могиле установлен обелиск[9].
- Имя Давыдова высечено золотыми буквами в зале Славы Центрального музея Великой Отечественной войны в Парке Победы города Москвы.
- В 2015 году Российским военно-историческим обществом (РВИО) установлена мемориальная доска на здании школы, где учился Герой Советского Союза Давыдов Иван Васильевич[10].